# Qalyub virus
El Qalyub virus o Virus Qalyub (QYBV) es un Nairovirus descrito en ratas, de la familia Nairoviridae, grupo V del orden sin clasificar, su principal vector es Ornithodoros erraticus.